# Courville-sur-Eure
Pour les articles homonymes, voir Courville (homonymie).
Courville-sur-Eure est une commune française, située dans le département d'Eure-et-Loir en région Centre-Val de Loire.

## Géographie

### Situation

Situation géographique
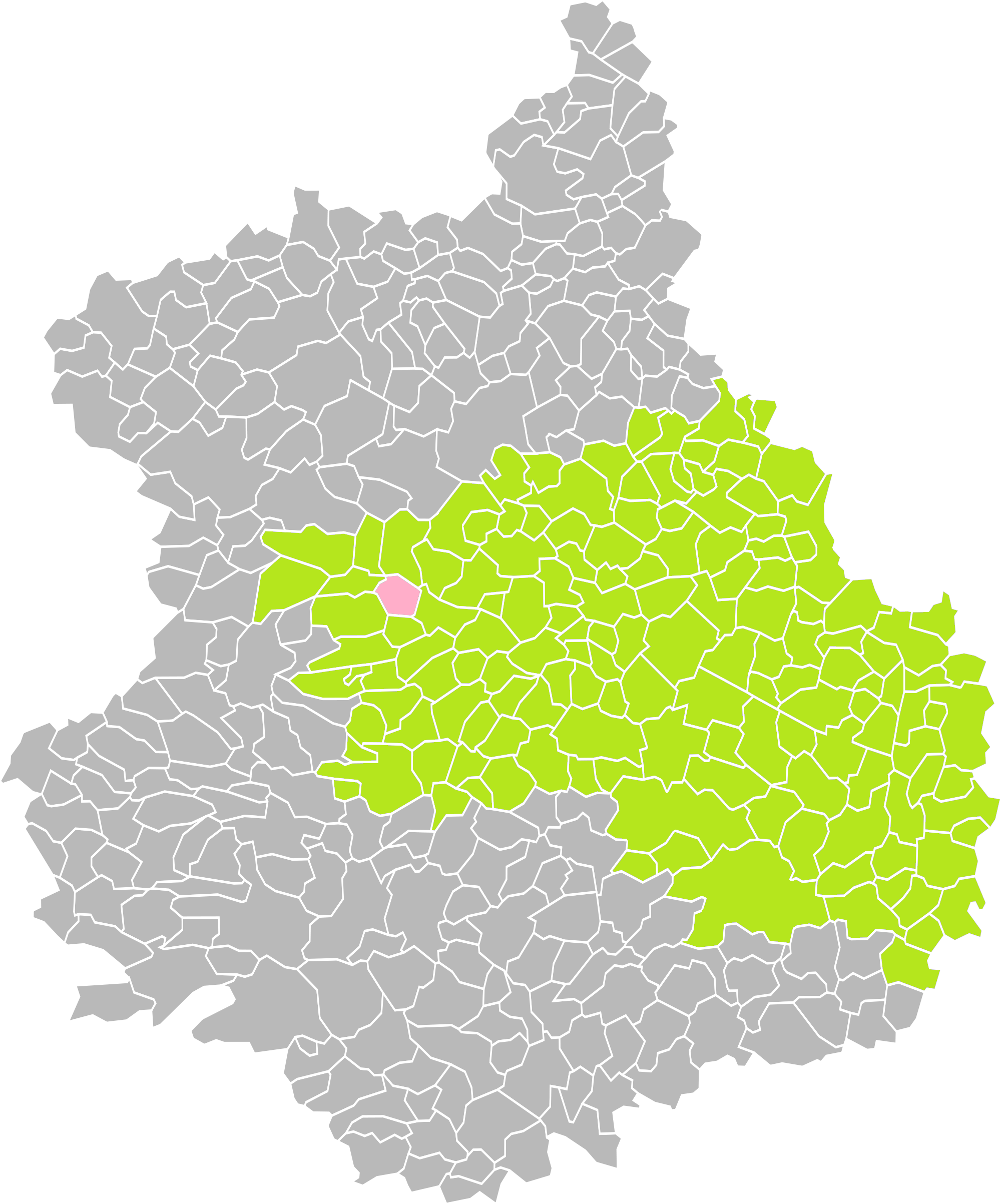
Courville-sur-Eure dans son arrondissement.
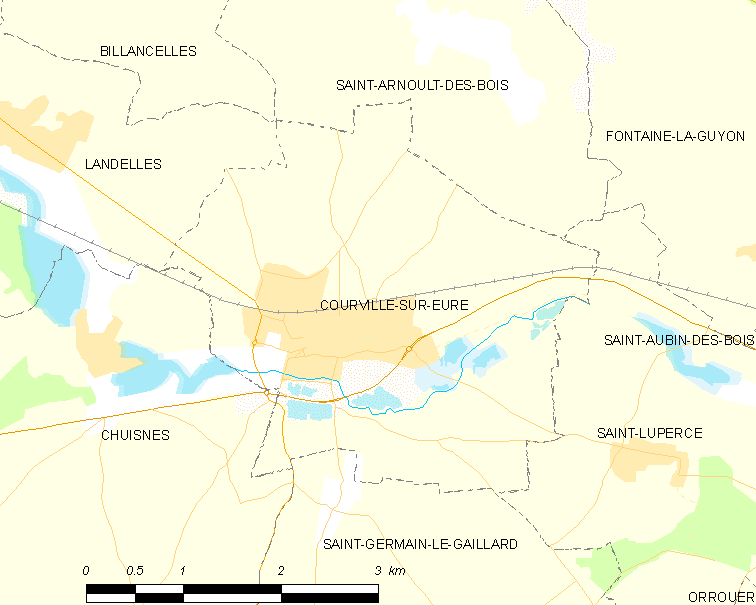
Carte de la commune de Courville-sur-Eure.

### Communes limitrophes
| Landelles | Billancelles              | Saint-Arnoult-des-Bois |
| Chuisnes  | Courville-sur-Eure        | Saint-Luperce          |
|           | Saint-Germain-le-Gaillard | Saint-Luperce          |

### Lieux-dits et écarts
- Lancey, Vaujoly, le Tronchet.

### Hydrographie
Provenant de l'ouest par Chuisnes, la rivière l'Eure, affluent en rive gauche du fleuve la Seine, traverse le sud de la commune pour se diriger ensuite vers l'est et Saint-Luperce.

### Climat
Pour des articles plus généraux, voir Climat du Centre-Val de Loire et Climat d'Eure-et-Loir.
En 2010, le climat de la commune est de type climat océanique dégradé des plaines du Centre et du Nord, selon une étude du CNRS s'appuyant sur une série de données couvrant la période 1971-2000. En 2020, Météo-France publie une typologie des climats de la France métropolitaine dans laquelle la commune est exposée à un climat océanique altéré et est dans la région climatique  Sud-ouest du bassin Parisien, caractérisée par une faible pluviométrie, notamment au printemps (120 à 150 mm) et un hiver froid (3,5 °C).
Pour la période 1971-2000, la température annuelle moyenne est de 10,6 °C, avec une amplitude thermique annuelle de 14,6 °C. Le cumul annuel moyen de précipitations est de 664 mm, avec 11,1 jours de précipitations en janvier et 7,6 jours en juillet. Pour la période 1991-2020, la température moyenne annuelle observée sur la station météorologique de Météo-France la plus proche, « Thimert », sur la commune de Thimert-Gâtelles à 13 km à vol d'oiseau, est de 11,4 °C et le cumul annuel moyen de précipitations est de 634,8 mm,. Pour l'avenir, les paramètres climatiques de la commune estimés pour 2050 selon différents scénarios d'émission de gaz à effet de serre sont consultables sur un site dédié publié par Météo-France en novembre 2022.

## Urbanisme

### Typologie
Au 1er janvier 2024, Courville-sur-Eure est catégorisée bourg rural, selon la nouvelle grille communale de densité à 7 niveaux définie par l'Insee en 2022.
Elle appartient à l'unité urbaine de Courville-sur-Eure, une unité urbaine monocommunale constituant une ville isolée,. Par ailleurs la commune fait partie de l'aire d'attraction de Chartres, dont elle est une commune de la couronne,. Cette aire, qui regroupe 117 communes, est catégorisée dans les aires de 50 000 à moins de 200 000 habitants,.

### Occupation des sols
L'occupation des sols de la commune, telle qu'elle ressort de la base de données européenne d’occupation biophysique des sols Corine Land Cover (CLC), est marquée par l'importance des territoires agricoles (82,4 % en 2018), en diminution par rapport à 1990 (86,1 %). La répartition détaillée en 2018 est la suivante : 
terres arables (72,7 %), zones urbanisées (15,2 %), zones agricoles hétérogènes (8 %), eaux continentales (2,4 %), prairies (1,6 %). L'évolution de l’occupation des sols de la commune et de ses infrastructures peut être observée sur les différentes représentations cartographiques du territoire : la carte de Cassini (XVIIIe siècle), la carte d'état-major (1820-1866) et les cartes ou photos aériennes de l'IGN pour la période actuelle (1950 à aujourd'hui).

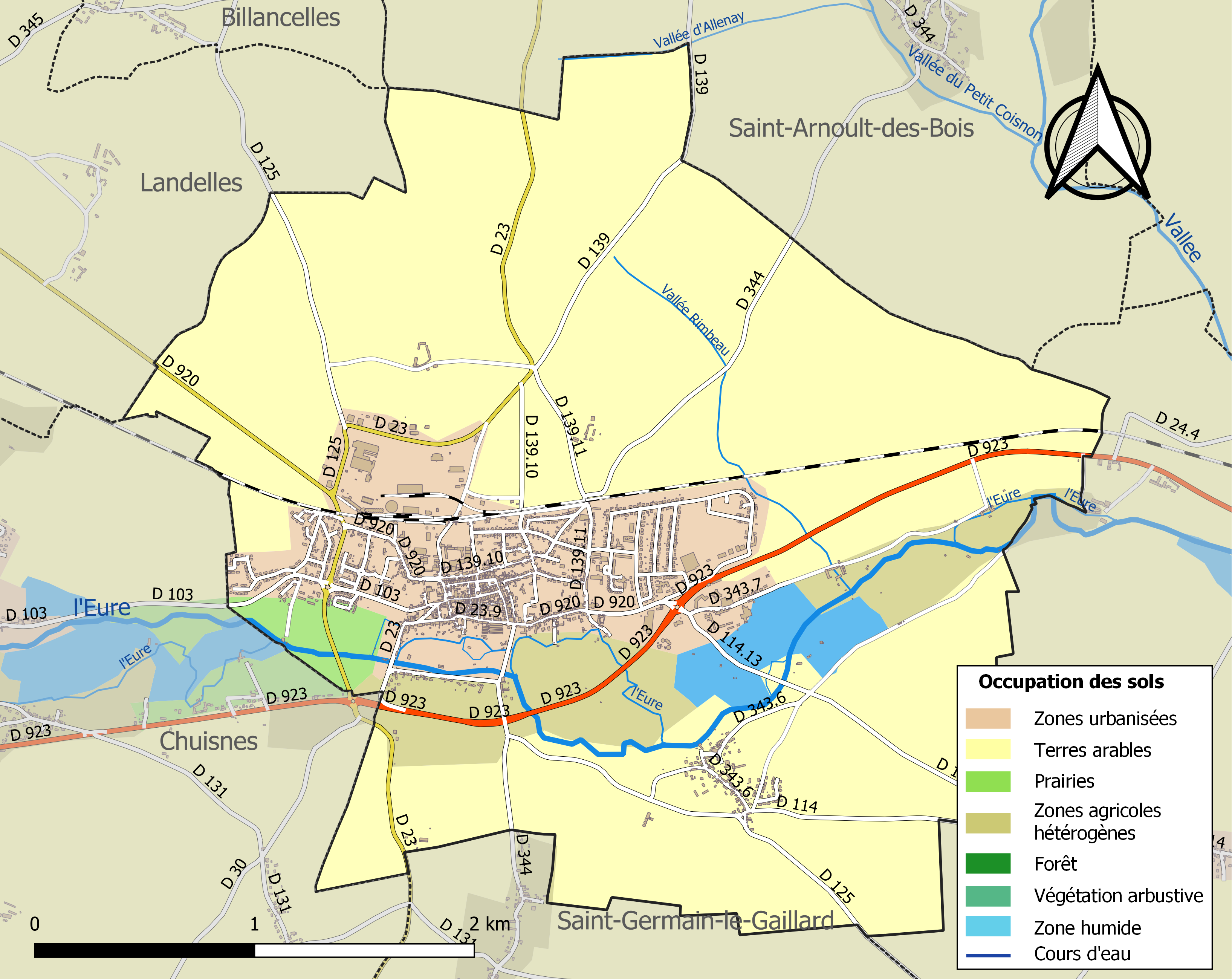
Carte des infrastructures et de l'occupation des sols de la commune en 2018 (CLC).

### Risques majeurs
Le territoire de la commune de Courville-sur-Eure est vulnérable à différents aléas naturels : météorologiques (tempête, orage, neige, grand froid, canicule ou sécheresse), inondationset séisme (sismicité très faible). Il est également exposé à un risque technologique, le transport de matières dangereuses. Un site publié par le BRGM permet d'évaluer simplement et rapidement les risques d'un bien localisé soit par son adresse soit par le numéro de sa parcelle.

#### Risques naturels
Certaines parties du territoire communal sont susceptibles d’être affectées par le risque d’inondation par débordement de cours d'eau, notamment l'Eure. La commune a été reconnue en état de catastrophe naturelle au titre des dommages causés par les inondations et coulées de boue survenues en 1995, 1997 et 1999,.

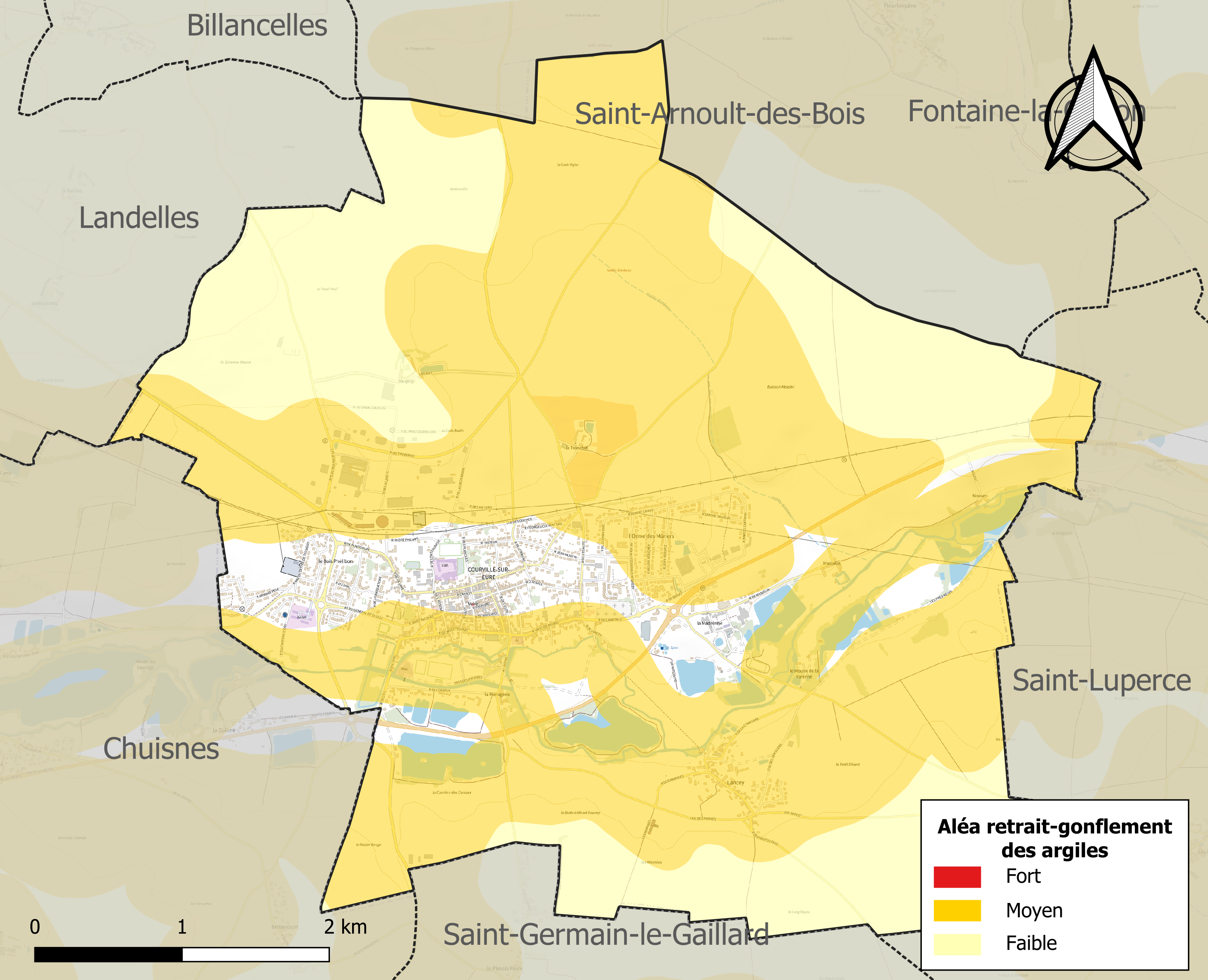
Carte des zones d'aléa retrait-gonflement des sols argileux de Courville-sur-Eure.

Le retrait-gonflement des sols argileux est susceptible d'engendrer des dommages importants aux bâtiments en cas d’alternance de périodes de sécheresse et de pluie. 65,6 % de la superficie communale est en aléa moyen ou fort (52,8 % au niveau départemental et 48,5 % au niveau national). Sur les 1 102 bâtiments dénombrés sur la commune en 2019, 525 sont en aléa moyen ou fort, soit 48 %, à comparer aux 70 % au niveau départemental et 54 % au niveau national. Une cartographie de l'exposition du territoire national au retrait gonflement des sols argileux est disponible sur le site du BRGM,.
Concernant les mouvements de terrains, la commune a été reconnue en état de catastrophe naturelle au titre des dommages causés par des mouvements de terrain en 1999.

#### Risques technologiques
Le risque de transport de matières dangereuses sur la commune est lié à sa traversée par des infrastructures routières ou ferroviaires importantes ou la présence d'une canalisation de transport d'hydrocarbures. Un accident se produisant sur de telles infrastructures est en effet susceptible d’avoir des effets graves au bâti ou aux personnes jusqu’à 350 m, selon la nature du matériau transporté. Des dispositions d’urbanisme peuvent être préconisées en conséquence.

### Voies de communication et transports

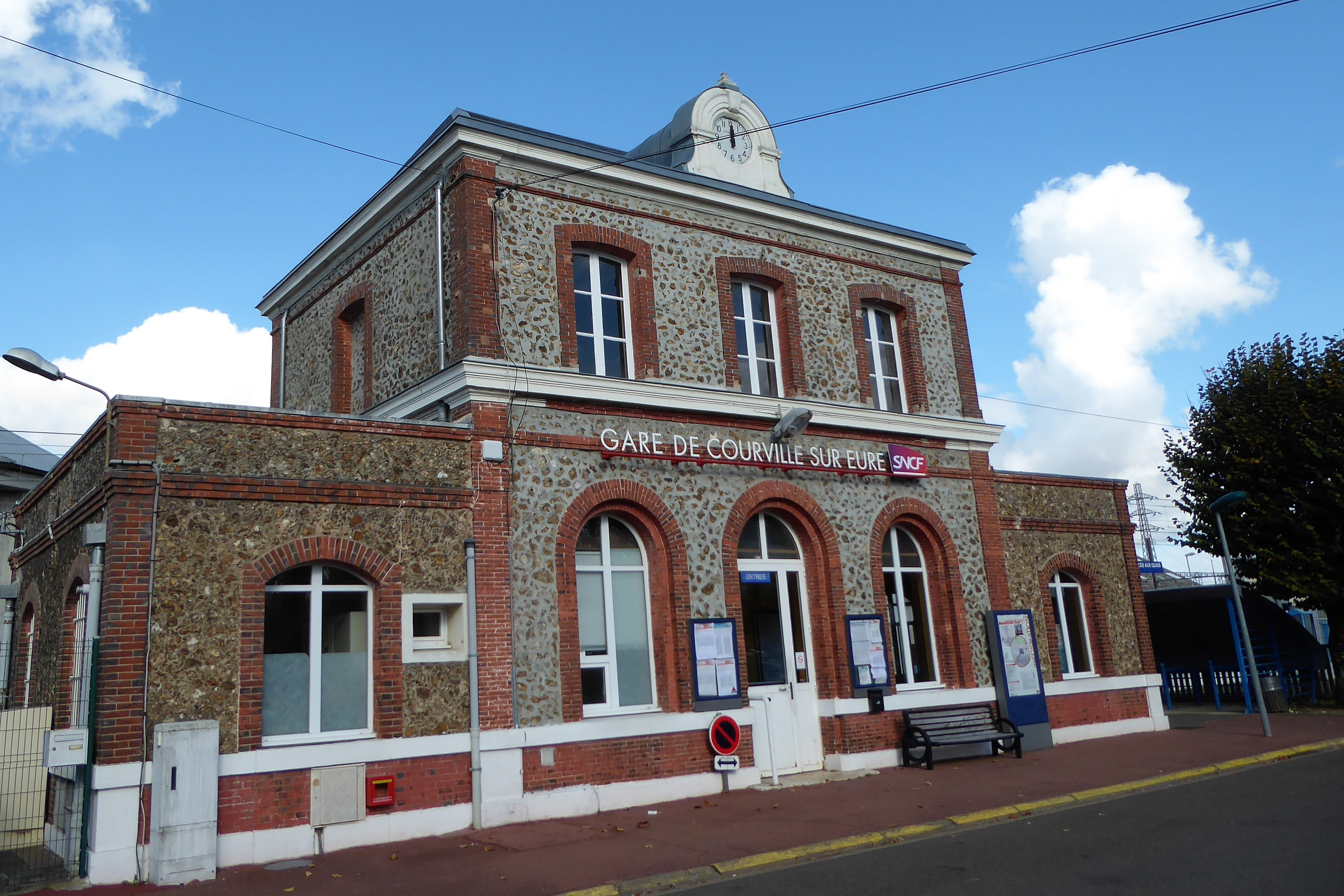
La gare.

#### Desserte ferroviaire
La gare de Courville-sur-Eure se situe sur la ligne de Paris-Montparnasse à Brest.

#### Réseau routier
La ville est l'extrémité de l'ancienne route nationale 820, aujourd'hui D920, reliant Bellême à Courville-sur-Eure. Elle est aussi traversée par l'ancienne route nationale 23 (D923), reliant Chartres à Nantes.

## Toponymie
Le nom de la localité est attesté sous les formes suivantes : Curvavilla vers 1030; Curba-villa en 1031; Corbevilla en 1168; Curbevilla en 1258; Courbeville en 1289; Courbville 1463; Corvilla en 1351; Saint-Nicolas de Courville en 1736,.
Il s'agit d'une formation toponymique médiévale en -ville (ancien français vile) au sens ancien de « domaine rural, village ». Il est précédé de l'adjectif courbe dont l'association avec -ville donne un sens global obscur : que signifie exactement « domaine, village courbe » ? 
L'Eure est une rivière qui prend sa source dans la région naturelle du Perche et qui coule dans les départements de l'Orne, d'Eure-et-Loir, de l'Eure et de la Seine-Maritime.

## Histoire

### Ancien Régime
Lorsqu'en 877 l'hérédité des fiefs fut proclamée par le capitulaire de Quierzy, un ordre social nouveau remplace la société gallo-romaine : la féodalité se constitue. Partout se construisent des châteaux fortifiés, symboles de la domination féodale : Courville devint une châtellenie, sous la domination d'un petit seigneur féodal, appelé sire d'abord sous la famille Vieux-pont, puis baron avec les Billy et les Ligneris ; en 1656, la baronnie de Courville est érigée en marquisat lorsque cette seigneurie passe entre les mains des descendants de Sully.
Le premier seigneur de Courville est un homme servant le comte de Blois Thibault le Tricheur aux alentours des années 1030-1040. Son fils, Yves, fonde le Prieuré, situé aujourd'hui place Saint-Nicolas, qui est donné par Giroie, fils de Yves, à l'Abbaye de Marmoutier, près de Tours. Pendant la Guerre de Cent-Ans, le château est démoli après son siège par les anglais en 1417.
Aux XVe et XVIe siècles, la seigneurie change de mains à plusieurs reprises suite à des mariages, elle passe d'abord à la famille de Billy puis ensuite aux mains de la famille de Ligneris, avec le mariage de Théodore de Ligneris, fils de Jacques de Ligneris, et de Françoise Billy en 1577. Leur fils, Louis, chambellan de Henri II de Condé, vend la seigneurie à François de Béthune, fils de Maximilien, duc de Sully, propriétaire du château de Villebon et conseiller d'Henri IV, en 1629.
Courville fut autrefois entouré de murailles et de fossés ; on y accède alors par plusieurs portes. Mais ces fortifications ne tardent pas à devenir inutiles. Au XIIe siècle, resserré dans les limites trop étroites de son enceinte, Courville s’agrandit, sa population augmente, sa bourgeoisie commerçante et aisée obtient des privilèges et peut prendre part à l'administration locale. Un syndic, nommé pour trois ans, est chargé de faire exécuter les « ordres du Roy et les ordonnances de Monseigneur l'Intendant et de veiller pareillement à tout ce qui pouvait être des intérêts de la communauté des habitants ».
Pendant les Guerres de religions, Courville est pillée à plusieurs reprises par les troupes d'Henri IV, le baron de Courville, Théodore de Ligneris, ayant pris le parti de la Ligue. La ville est occupée par une garnison de l'armée du roi à partir de 1589 et jusqu'à la fin du siège de Chartres en avril 1591.
En 1643, un couvent de bernardines, consacré à Saint-Bernard, ouvre à Courville. Face à la faible importance de la communauté, le monastère est supprimé en 1748, ses biens répartis entre les autres communautés des environs et l'Hôtel-Dieu, par lettre patentes de Louis XV.
Civilement, Courville faisait partie de la généralité d'Orléans et de l'élection de Chartres, religieusement, c'était le chef-lieu d'un doyenné relevant de l'archidiaconé de Chartres.

### Révolution française et Empire
La terre de Courville est achetée par Nicolas-Olivier Perrée de la Villestreux, fils de l'armateur nantais Nicolas Perrée de la Villestreux, en 1785. Le château est relativement protégé des vicissitudes de la Révolution, il est vendu par les descendants de la famille de la Villestreux en 1806 et sera démantelé à partir de 1815.
Par un décret du 15 janvier 1790, l'Assemblée nationale divise la France en 83 départements, chacun d'eux étant partagé en district, les districts en cantons et ces derniers en municipalités. Le canton de Courville-sur-Eure est compris dans le district de Châteauneuf et composé de douze municipalités. Mais la loi du 28 pluviôse an VIII modifie cette organisation ; les districts sont remplacés par des sous-préfectures. Puis, l'arrêté du 29 fructidor an IX, qui réduit le nombre des cantons, constitue celui de Courville comme il l'est actuellement, en ajoutant quatre communes aux douze précédentes,.

### Époque contemporaine
Entre le 29 janvier 1939 et le 8 février, plus de 2 000 réfugiés espagnols fuyant l'effondrement de la république espagnole devant les troupes de Franco, arrivent en Eure-et-Loir. Devant l'insuffisance des structures d'accueil (le camp de Lucé et la prison de Châteaudun rouverte pour l’occasion), 53 villages sont mis à contribution, dont Courville-sur-Eure. Les réfugiés, essentiellement des femmes et des enfants (les hommes sont désarmés et retenus dans le sud de la France), sont soumis à une quarantaine stricte, vaccinés, le courrier est limité, le ravitaillement, s'il est peu varié et cuisiné à la française, est cependant assuré. Une partie des réfugiés rentrent en Espagne, incités par le gouvernement français qui facilite les conditions du retour, mais en décembre, 922 ont préféré rester et sont rassemblés à Dreux et Lucé.
Les troupes allemandes entrent dans Courville le 17 juin 1940 et la commune est libérée le 14 août 1944 par la 7e division blindée de l'armée américaine.

## Politique et administration

### Liste des maires
| Période                                  | Période                   | Identité                    | Étiquette      | Qualité |
| ---------------------------------------- | ------------------------- | --------------------------- | -------------- | --- |
| 1959                                     | 1974                      | Georges Fessard (1902-1979) |                | |
| Les données manquantes sont à compléter. |                           |                             |                | |
| mars 1983                                | juin 1995                 | Robert Bizard (1921-2008)   | RI puis UDF-PR | Dirigeant d'entreprise, ancien militaire de carrière Conseiller général du canton de Courville-sur-Eure (1978 → 1994) Vice-président du conseil général d'Eure-et-Loir |
| juin 1995                                | mars 2001                 | Daniel Pothier (1928-2008)  |                | |
| mars 2001                                | mars 2014                 | Bernard Gautier (1954- )    | SE             | Directeur commercial |
| mars 2014                                | En cours (au 28 mai 2020) | Hervé Buisson, (1965- )     | DVD            | Cadre administratif et commercial d'entreprise Conseiller départemental depuis 2021, suppléant du député Luc Lamirault (2022-2024)                                     |
| Les données manquantes sont à compléter. |                           |                             |                | |

### Jumelages
La commune est jumelée depuis 1987 avec Alveston (South Gloucestershire).
| Ville | Ville    | Pays | Pays        | Période     |
| ----- | -------- | ---- | ----------- | ----------- |
|       | Alveston |      | Royaume-Uni | depuis 1987 |

## Population et société

### Démographie
L'évolution du nombre d'habitants est connue à travers les recensements de la population effectués dans la commune depuis 1793. Pour les communes de moins de 10 000 habitants, une enquête de recensement portant sur toute la population est réalisée tous les cinq ans, les populations de référence des années intermédiaires étant quant à elles estimées par interpolation ou extrapolation. Pour la commune, le premier recensement exhaustif entrant dans le cadre du nouveau dispositif a été réalisé en 2005.

En 2022, la commune comptait 2 802 habitants, en évolution de −0,53 % par rapport à 2016 (Eure-et-Loir : −0,23 %, France hors Mayotte : +2,11 %).
| 1793  | 1800  | 1806  | 1821  | 1831  | 1836  | 1841  | 1846  | 1851  |
| ----- | ----- | ----- | ----- | ----- | ----- | ----- | ----- | ----- |
| 1 343 | 1 381 | 1 341 | 1 340 | 1 445 | 1 535 | 1 547 | 1 653 | 1 646 |

| 1856  | 1861  | 1866  | 1872  | 1876  | 1881  | 1886  | 1891  | 1896  |
| ----- | ----- | ----- | ----- | ----- | ----- | ----- | ----- | ----- |
| 1 595 | 1 628 | 1 718 | 1 707 | 1 741 | 1 668 | 1 716 | 1 740 | 1 840 |

| 1901  | 1906  | 1911  | 1921  | 1926  | 1931  | 1936  | 1946  | 1954  |
| ----- | ----- | ----- | ----- | ----- | ----- | ----- | ----- | ----- |
| 1 816 | 1 876 | 1 859 | 1 744 | 1 798 | 1 726 | 1 840 | 1 947 | 1 862 |

| 1962  | 1968  | 1975  | 1982  | 1990  | 1999  | 2005  | 2006  | 2010  |
| ----- | ----- | ----- | ----- | ----- | ----- | ----- | ----- | ----- |
| 2 044 | 1 972 | 2 030 | 2 260 | 2 375 | 2 739 | 2 699 | 2 700 | 2 794 |

| 2015  | 2020  | 2022  | - | - | - | - | - | - |
| ----- | ----- | ----- | - | - | - | - | - | - |
| 2 810 | 2 812 | 2 802 | - | - | - | - | - | - |

### Enseignement
La commune possède le plus grand collège d'Eure-et-Loir en termes de capacité d'accueil. Deux écoles primaires sont aussi présentes, une publique et l'autre privée catholique.

### Sports et activités culturelles
L'association régie par la loi de 1901 Amicale courvilloise, fondée le 14 janvier 1913, a pour objet de regrouper des sections ayant pour but la promotion, l'apprentissage, la pratique et le développement de toute activité à caractère sportif ou culturel au bénéfice du plus grand nombre possible de pratiquants. À son origine, deux disciplines sont pratiquées : la gymnastique et la préparation militaire.
En 1920 apparaît la première équipe de football.

### Manifestations culturelles et festivités
En 1977 et 1978, Courville-sur-Eure a accueilli en juillet deux éditions d'un festival international de musique traditionnelle et d'expression populaire.
En 1977, on trouve en particulier de la musique américaine bluegrass (Bill Keith David Grisman et Tony Rice), de la musique celtique (The Bothy Band et Christy Moore avec Dónal Lunny), et des artistes francophones comme le guitariste Michel Haumont, Marc Robine, Gérard Dôle ou le groupe suisse Aristide Padygros,.
L'édition de juillet 1978 a ressemblé deux fois plus de spectateurs que celle de 1977, avec toujours une part privilégiée accordée à la musique américaine (avec les banjoistes Bill Keith et Tony Trischka (en), le violoneux Kenny Kosek, et le groupe Southband); de la musique celtique avec un Fest-noz, des musiciens bretons, irlandais et écossais mais aussi (entre autres), du bandoneon avec Juan José Mosalini et Tiempo Argentino, l'accordéoniste Marc Perrone, ou encore le chanteur fantaisiste Ricet Barrier

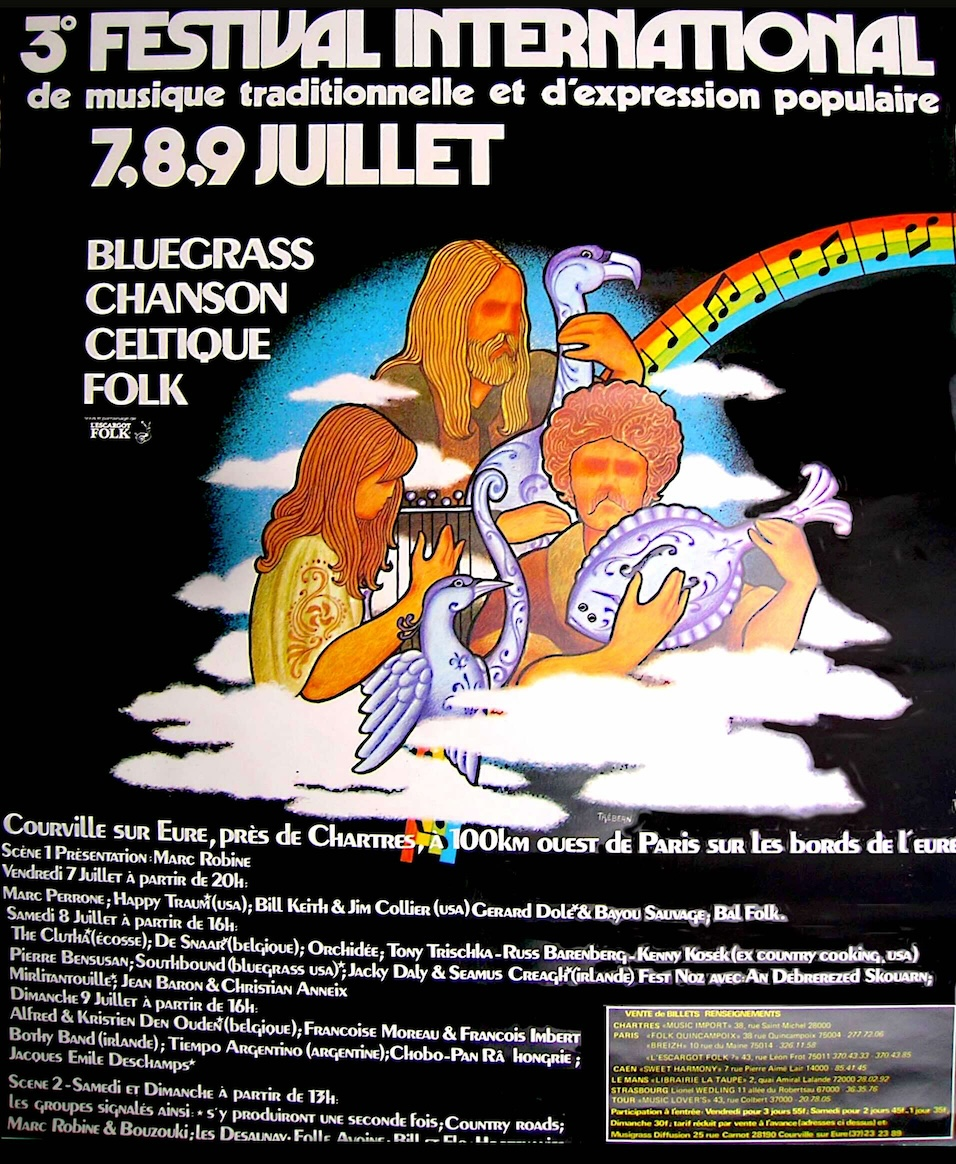
Affiche du 3e Festival international de musique traditionnelle et d'expression populaire de Courville-sur-Eure en 1978.

## Culture locale et patrimoine

### Lieux et monuments
- Église Saint-Pierre,  Classé MH (1907)[1],[47] ;

- Éolienne E. Lebert-Auguste Bollée (1902) d'une hauteur 20 mètres, située rue Masselin  Inscrit MH (1993)[48] ;
- Porte provenant de l'église Saint-Nicolas, aujourd'hui incorporée à l'hôpital, place Saint-Nicolas  Classé MH (1920)[49] ;
- Fresque murale du château d'eau.

Lieux et monuments
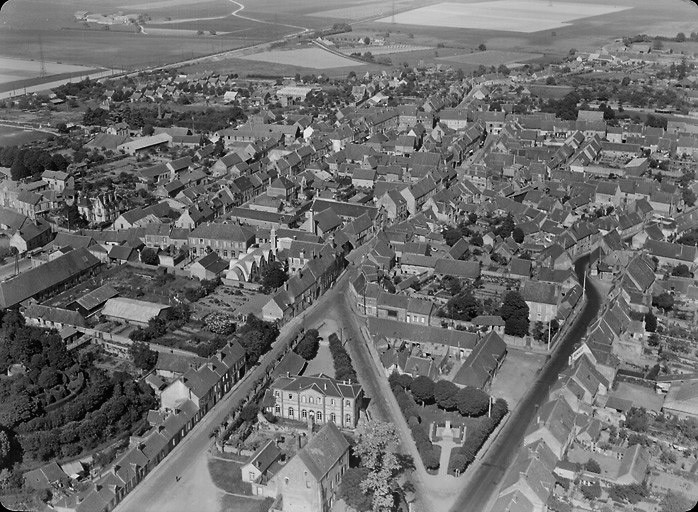
Vue aérienne.
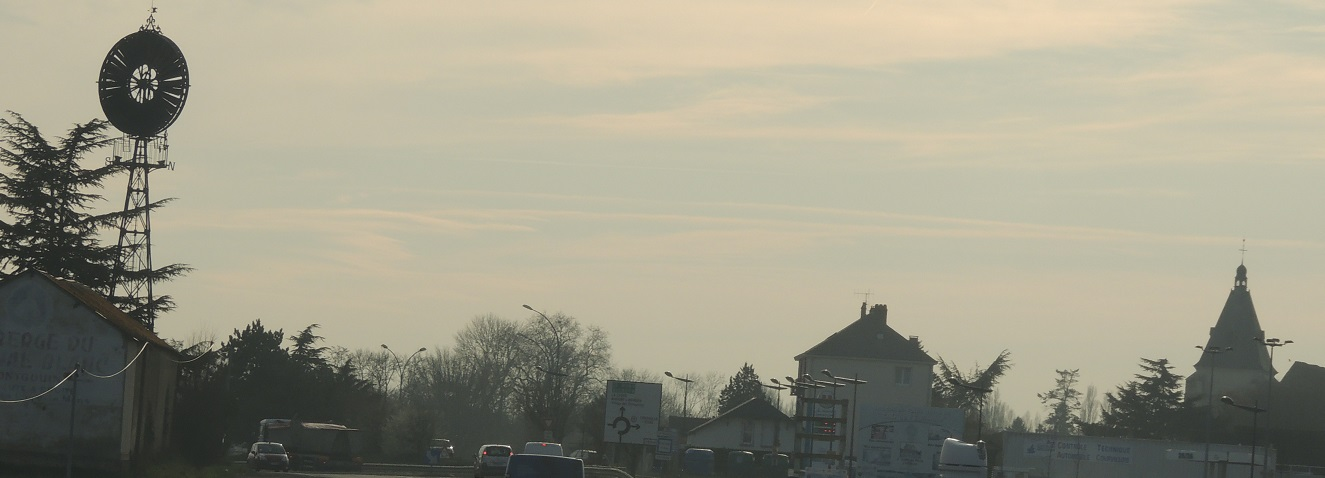
Vue générale.
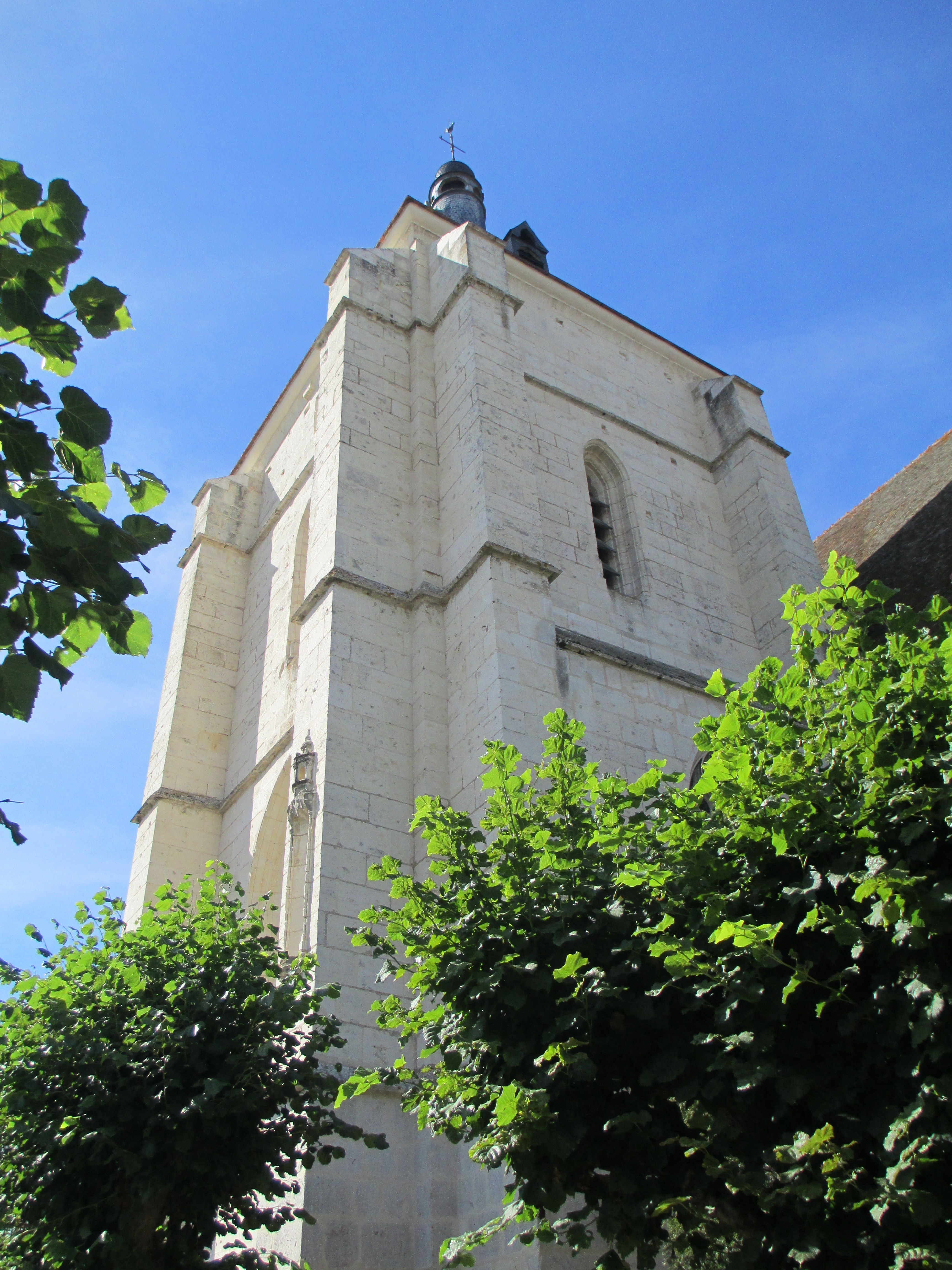
Tour-clocher de l'église Saint-Pierre.
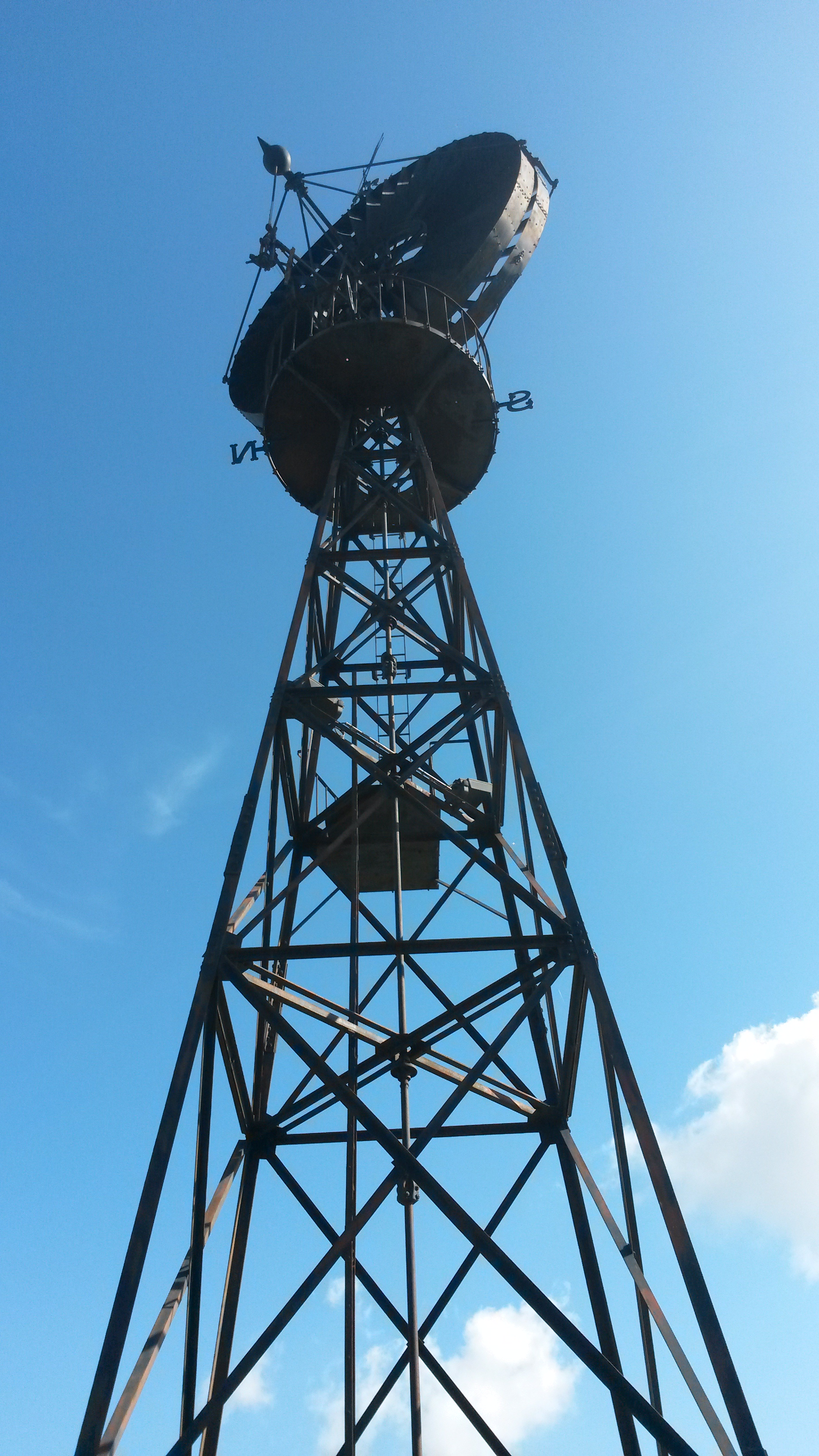
L'éolienne Bollée.
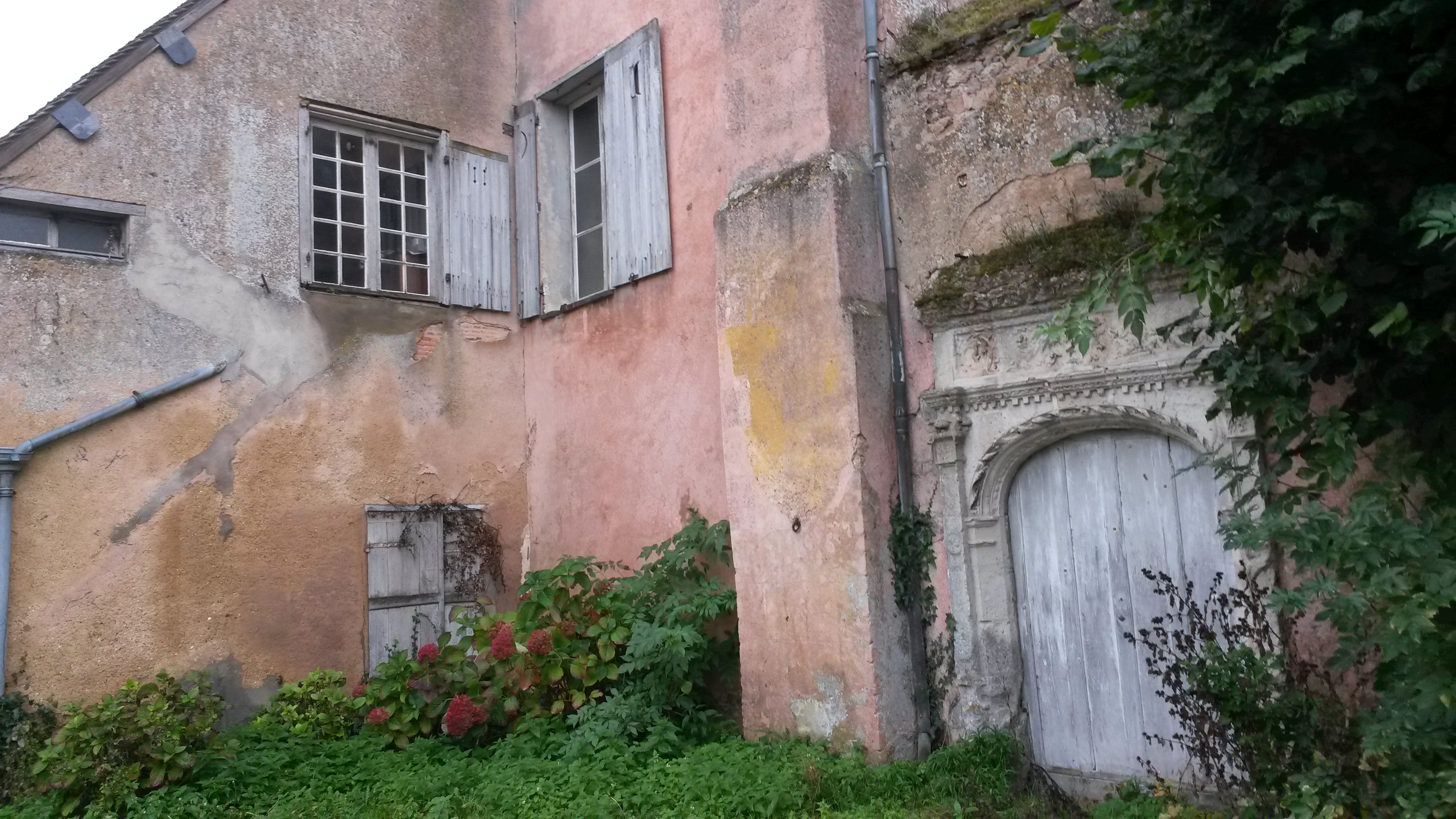
Porte provenant de l'église Saint-Nicolas.

### Personnalités liées à la commune

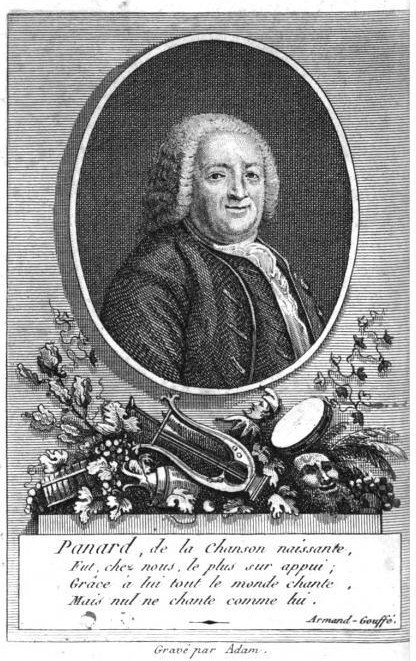
François-Charles Panard.

- François-Charles Panard (1689-1765), poète et auteur dramatique, né à Courville-sur-Eure ;

La salle des fêtes de la ville portant son nom est inaugurée le 14 mai 1899. Elle est reconstruite au XXIe siècle dans la même rue portant son nom ;
- Anne Nicolas Alexandre Texier (1772-1846), homme politique français né à Courville, maire de 1825 à 1832 et de 1835 à 1841, député d'Eure-et-Loir de 1830 à 1834 ;
- Christiane (1924-2018) et Jacques Tarride (1903-1994), acteurs installés dans la commune en 1972 ; à sa mort, Christiane Tarride a fait un legs de 4 millions d'euros à la commune pour l'édification d'une salle de spectacle[51].
- Marcel Leturgeon (né en 1924), footballeur né à Courville-sur-Eure, finaliste de la Coupe de France 1951 ;
- Ludovic Sylvestre (né en 1984), footballeur ayant grandi à Courville-sur-Eure ;
- Quentin Minel (né en 1992), handballeur professionnel ayant commencé à Courville-sur-Eure.

### Héraldique
| Blason de Courville-sur-Eure | Blason  | D'argent à dix annelets de gueules ordonnés 3, 3, 3 et 1.                         |
| Blason de Courville-sur-Eure | Détails | Armoiries de la famille de Vieuxpont. Adopté par la municipalité le 7 avril 1998. |